# Jerónimo José Podestá
Jerónimo José Podestá (Ramos Mejía, 8 agosto 1920 – Buenos Aires, 23 giugno 2000) è stato un vescovo cattolico argentino.

## Biografia
Monsignor Jerónimo José Podestá nacque a Ramos Mejía l'8 agosto 1920.

### Formazione e ministero sacerdotale
Nel 1940 entrò nel seminario di La Plata. Il 15 settembre 1946 fu ordinato presbitero. Studiò teologia e diritto canonico presso la Pontificia Università Gregoriana a Roma. Nel 1950 terminò gli studi e divenne docente in seminario.

### Ministero episcopale
Il 25 settembre 1962 papa Giovanni XXIII lo nominò vescovo di Avellaneda. Ricevette l'ordinazione episcopale il 22 dicembre successivo dall'arcivescovo metropolita di La Plata Antonio José Plaza, coconsacranti il vescovo di San Rafael Raúl Francisco Primatesta e il vescovo ausiliare di Buenos Aires Ernesto Segura.
Partecipò a parte della seconda, alla terza e alla quarta sessione del Concilio Vaticano II.
Nel 1966, monsignor Podestá incontrò Clelia Luro, separata dal marito e madre di sei figli. Con lei iniziò una relazione. Il 2 dicembre 1967 papa Paolo VI accettò la sua rinuncia al governo pastorale della diocesi e lo nominò vescovo titolare di Orrea di Aninico.
Clelia Luro raccontò in seguito che nel 1967 ebbe un confronto con il nunzio apostolico Umberto Mozzoni ma non fornì altri dettagli se non che questo fu decisivo per la sostituzione di monsignor Podestá. Il 1º novembre infatti monsignor Mozzoni chiese le sue dimissioni. Secondo Ezequiel Perteagudo, questo faceva parte di un accordo tra il presidente Juan Carlos Onganía, l'arcivescovo metropolita di La Plata Antonio José Plaza e l'arcivescovo Umberto Mozzoni, in base al quale il governo non avrebbe intrapreso alcuna azione in merito al disastro del Banco Popular de la Plata del 1965 in cambio delle dimissioni di monsignor Podestá. In un libro del 2011 Clelia Luro disse che la rimozione di monsignor Podestá da parte della Chiesa venne pagata con un sussidio governativo per la Pontificia università cattolica argentina e la copertura di monsignor Plaza dalle responsabilità nel crollo del Banco Popular de la Plata. Monsignor Podestá accettò di dimettersi a condizione che potesse parlare con papa Paolo VI a gennaio. Fonti citate dal New York Times affermarono che la sua rimozione era dovuta in realtà ai suoi "schietti attacchi alle politiche economiche del governo", alla sua apparizione alle riunioni sindacali e all'influenza dei cattolici conservatori che si opposero al suo entusiastico sostegno alle riforme del Concilio Vaticano II. Juan Carlos Onganía, che aveva preso il potere con un colpo di Stato che i suoi leader definirono rivoluzione argentina, nel 1967 dissero a monsignor Podestá di essere "il principale nemico della rivoluzione argentina". Monsignor Podestá negò l'accusa di mantenere i contatti con i seguaci di Juan Domingo Perón che aveva governato il paese dal 1946 al 1955.
Perteagudo dice che, dopo essere stato invitato a dimettersi, monsignor Podestà si recò a Roma e gli fu assicurato da papa Paolo VI che non sarebbe successo nulla. Nonostante ciò tre giorni dopo il suo ritorno in Argentina ricevette da Roma la notizia che le sue dimissioni erano state accettate. La notizia venne pubblicata da L'Osservatore Romano il 2 dicembre 1967. Dopo che le sue dimissioni divennero pubbliche attaccò monsignor Mozzoni per aver diffuso la notizia. I funzionari della Chiesa suggerirono che monsignor Podestá si fosse dimesso per problemi di salute e negarono qualsiasi pressione da parte del governo.
Nel 1972 monsignor Podestá sposò civilmente Clelia Luro, fu quindi sospeso a divinis e rinunciò al titolo episcopale. A volte lui e la moglie celebravano la messa insieme. Taluni affermano erroneamente che venne anche dimesso dallo stato clericale.
Nel 1974 lasciò l'Argentina dopo ripetute minacce da parte degli squadroni della morte dell'Alleanza Anticomunista Argentina. Vi ritornò nel 1983 dopo il rovesciamento della dittatura militare.
Monsignor Podestá fondò e presiedette la Federazione latinoamericana dei preti sposati.
Al momento della sua morte era povero e in gran parte dimenticato. Quando era agonizzante in ospedale l'arcivescovo metropolita di Buenos Aires Jorge Mario Bergoglio contattò lui e sua moglie. Fu l'unico funzionario della Chiesa argentina a visitare monsignor Podestá in ospedale. Più tardi Clelia Luro disse che Bergoglio la difese dai più acuti attacchi che il Vaticano le rivolgeva per aver sposato un vescovo.
Morì a Buenos Aires il 23 giugno 2000. Lo scrittore argentino Ernesto Sabato in seguito disse che aveva "subito ingiustizie, incomprensioni, calunnie e pettegolezzi".
Clelia Luro de Podestá rimase amica di Jorge Mario Bergoglio e morì a Buenos Aires il 4 novembre 2013.

## Opere
- La violencia del amor (1968)
- La revolución del hombre nuevo (1969)
- Hombre, Iglesia y liberación (1971)
- El Vaticano dice no: sacerdocio y matrimonio, con Clelia Luro (1992)

## Genealogia episcopale
La genealogia episcopale è:
- Cardinale Scipione Rebiba
- Cardinale Giulio Antonio Santori
- Cardinale Girolamo Bernerio, O.P.
- Arcivescovo Galeazzo Sanvitale
- Cardinale Ludovico Ludovisi
- Cardinale Luigi Caetani
- Cardinale Ulderico Carpegna
- Cardinale Paluzzo Paluzzi Altieri degli Albertoni
- Papa Benedetto XIII
- Papa Benedetto XIV
- Papa Clemente XIII
- Cardinale Bernardino Giraud
- Cardinale Alessandro Mattei
- Cardinale Pietro Francesco Galleffi
- Cardinale Giacomo Filippo Fransoni
- Cardinale Carlo Sacconi
- Cardinale Edward Henry Howard
- Cardinale Mariano Rampolla del Tindaro
- Cardinale Antonio Vico
- Arcivescovo Filippo Cortesi
- Arcivescovo Zenobio Lorenzo Guilland
- Arcivescovo Antonio José Plaza
- Vescovo Jerónimo José Podestá